# Рейнст, Геррит
Геррит Рейнст (нидерл. Gerrit Reynst; 1599, Амстердам — 29 июня 1658), также известный как Герард Рейнст, как и его младший брат Ян Рейнст (1601—1646), — голландский коллекционер и торговец произведениями искусства.

## Биография

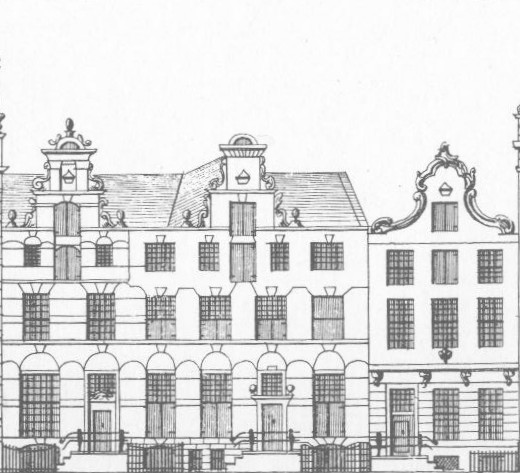
Дом Рейнста на Кейзерсграхт, 213 в Амстердаме. Гравюра ок. 1770 г.

Геррит Рейнст был зажиточным бюргером и уважаемым гражданином Амстердама, с 1646 года старшиной и членом городского совета.
Он родился в Амстердаме в семье торговца Герарда Рейнста из потомственной семьи торговцев. Его отец в 1614 году стал вторым генерал-губернатором Голландской Ост-Индии. Мать — Маргриета Нике, её брат Жак Нике был страстным коллекционером произведений искусства. Герард (Геррит) Младший жил в доме под названием Де Хооп по адресу Кейзерсграхт, 209, который позднее стал художественным музеем. Его брат Ян стал собирателем античной скульптуры и итальянской живописи, в 1629 году ему удалось приобрести венецианскую коллекцию Андреа Вендрамина: 230 скульптур и 140 картин. После смерти Яна в 1646 году почти все экспонаты коллекции были отправлены Герриту Рейнсту, который с помощью Герарда де Лересса опубликовал каталог 112 предметов коллекции под названием «Signorum Veterum Icones» («Подписи древних изображений») и открыл свой дом для посетителей. Одними из знаменитых посетителей галереи были Амалия Сольмс и Козимо III Медичи.
В 1658 году Геррит Рейнст погиб, утонув в канале перед своим домом в Амстердаме. Наследниками и продолжателями дела были Джоан Рейнст (Joan Reynst; 1636—1695) и его младшие братья Герард и Абрахам ван Рейнст

## Коллекция Рейнста
Художественная коллекция семьи Рейнст, одно из самых обширных собраний произведений искусства и артефактов в Голландии XVII века, находилась на улице Кейзерсграхт в Амстердаме. Коллекция включала более двухсот картин итальянских художников и более трёхсот скульптур, в основном древнеримских. Были и другие древности: десять надгробных памятников, пять вотивных рельефов, девять урн для погребения, «этрусские» вазы и христианские предметы, а также гравированные драгоценные камни. Коллекция была рассредоточена в 1660-х и 1670-х годах, после того как оба брата умерли, а вдова Геррита Рейнста продала части собрания различным покупателям.
В 1625 году Ян Рейнст стал представителем семьи в Венеции и был там известен под именем Джованни Рейнст. Он был впечатлён коллекциями богатых венецианцев и намеревался создать собственную. Поскольку Венеция находилась в упадке после того, как торговля вокруг мыса Доброй Надежды разрушила их монополию в Восточном Средиземноморье, многие венецианские семьи стали распродавать свои коллекции произведений искусства. Ян Рейнст вместо того, чтобы годами терпеливо собирать, приобрёл полностью коллекцию Андреа Вендрамина (1556—1629) у его вдовы. Владелец тщательно каталогизировал свою коллекцию в 1627 году. Предметы, приобретённые у вдовы Вендрамина (около 230 предметов старины, около 140 картин и раритетов естествознания), — настоящая кунсткамера — были отправлены в Амстердам и стали основой семейной коллекции. Ян Рейнст продолжал покупать произведения искусства в Венеции.
Коллекция, выставленная в семейном доме в Амстердаме, оберегалась в течение нескольких десятилетий. Сохранился список посетителей, в который вошли такие известные люди, как драматург Йост ван ден Вондел и поэт Константейн Хёйгенс. Статуя, предположительно Клеопатры, была подарена принцессе Амалии Сольмс-Браунфельсской после того, как она проявила к ней интерес во время посещения музея. После смерти Геррита Рейнста в 1658 году коллекция разошлась по английским, немецким и другим музеям, включая берлинское Античное собрание, а некоторые экспонаты остались у его вдовы Анны.
Примерно в 1665—1670 годах, после того как коллекция была рассредоточена, были наконец опубликованы гравюры некоторых из лучших произведений; проект был начат в 1655 году.
После смерти обоих братьев коллекция окончательно распалась. В 1660 году состоялась первая громкая распродажа, когда лучшие произведения (24 картины и 12 скульптур) были куплены Голландской республикой за крупную сумму в 80 000 гульденов. Эта часть коллекции станет «Голландским даром» (Dutch Gift) английскому королю Карлу II от имени Генеральных штатов Нидерландов, чтобы отметить возвращение королевской династии к власти в ходе Реставрации Стюартов. «Голландский дар» был собранием двадцати восьми картин, преимущественно художников итальянского Возрождения и двенадцати классических скульптур. Одной из картин, возможно, была картина Гверчино «Семирамида, получающая весть о мятеже в Вавилоне».
В английской королевской коллекции от этого подарка осталось 14 картин, а другие экспонаты теперь находятся в разных музеях. Три античные скульптуры избежали пожара в Уайтхолле (1691), поскольку были установлены в саду за Банкетным залом. Остальные части коллекции оказались в Германии и у других голландских коллекционеров. Некоторые предметы старины попали в коллекцию Папенбрука, а затем в коллекцию Голландского национального музея древностей. Коллекция Геррита Рейнста включала картины старых итальянских мастеров, такие как «Экстаз Святого Павла» Иоганна Лисса.

## Картины из коллекции семьи Рейнст

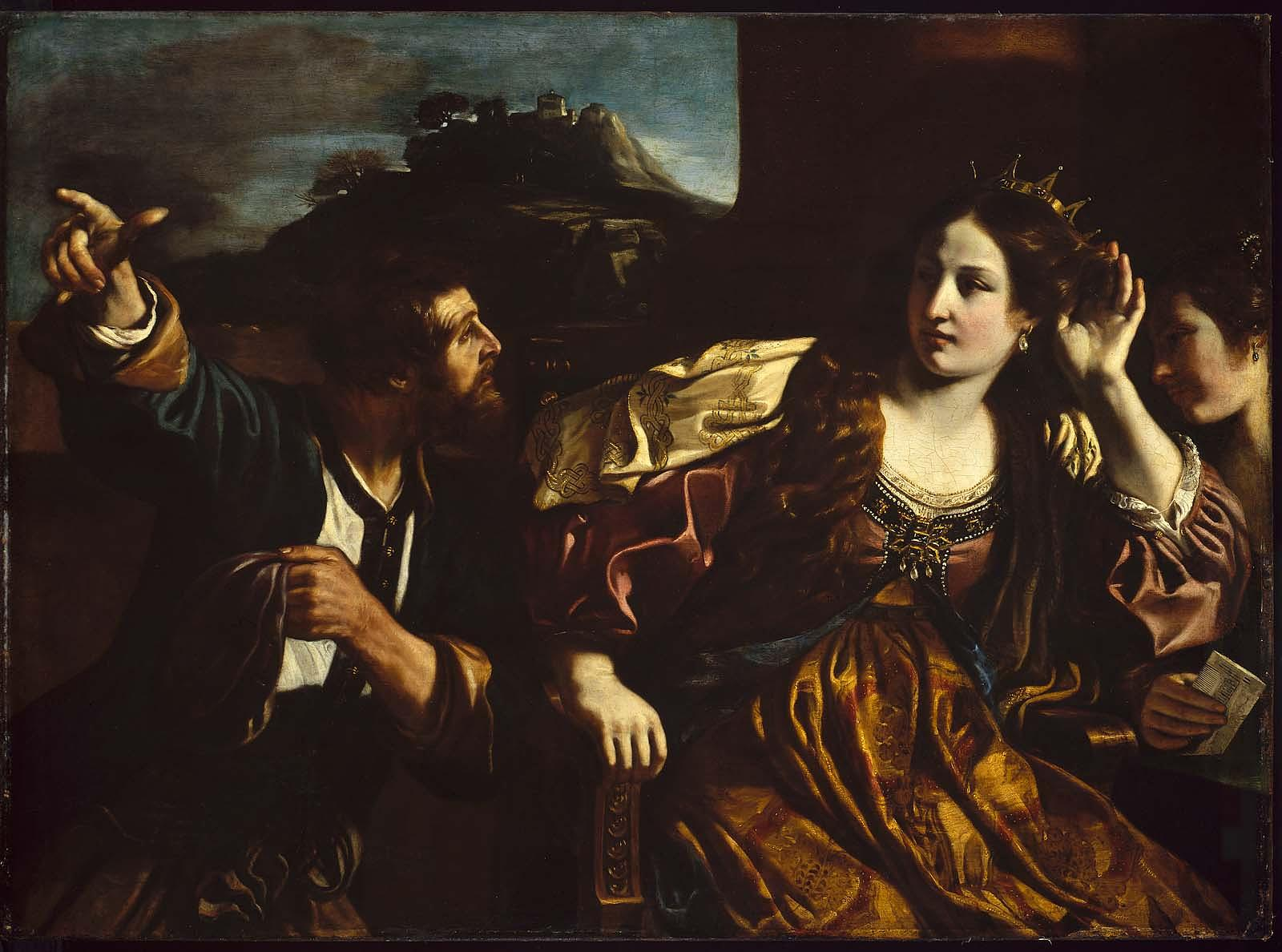
Гверчино. Семирамида, получающая весть о мятеже в Вавилоне. 1624. Холст, масло. Музей изящных искусств, Бостон (часть Голландского дара)
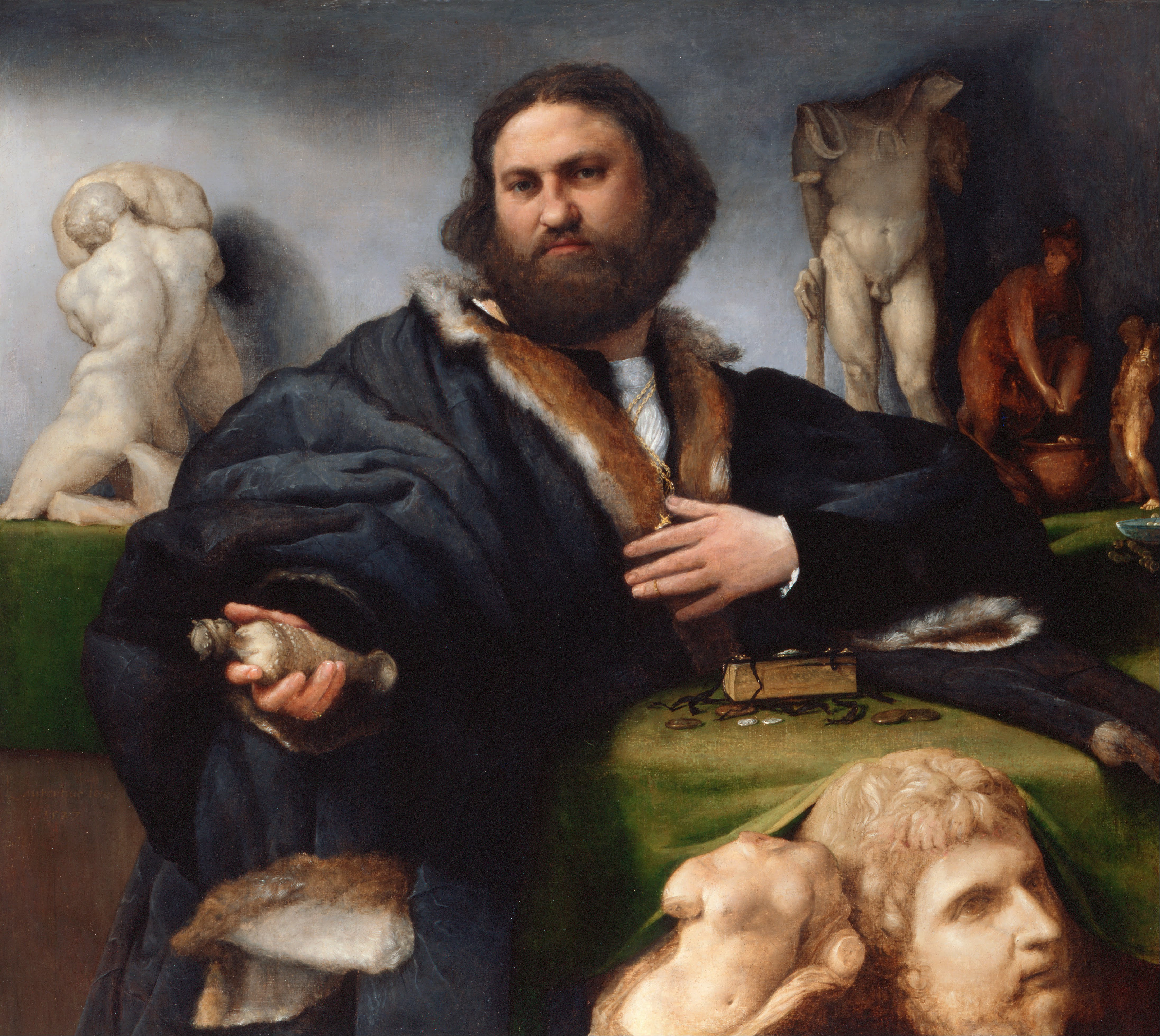
Л. Лотто. Портрет коллекционера А. Одони. 1527. Холст, масло. Королевская коллекция, Великобритания (часть Голландского дара)
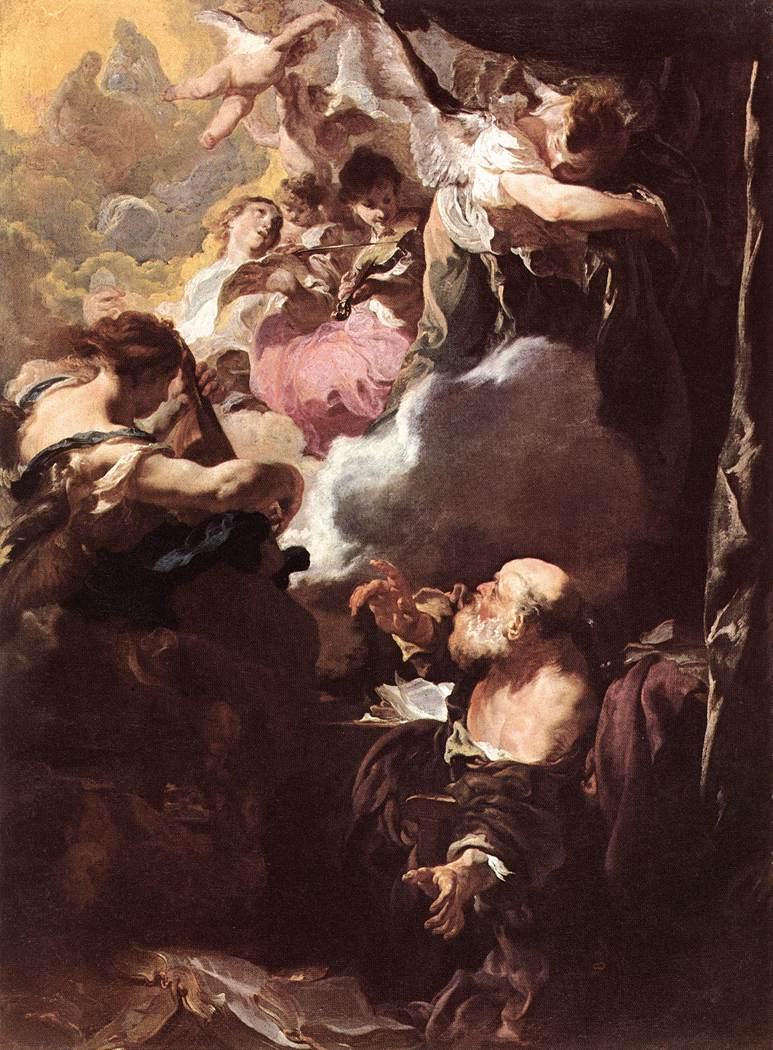
И. Лисс. Экстаз Святого Павла. Между 1628 и 1629. Холст, масло. Берлинская картинная галерея
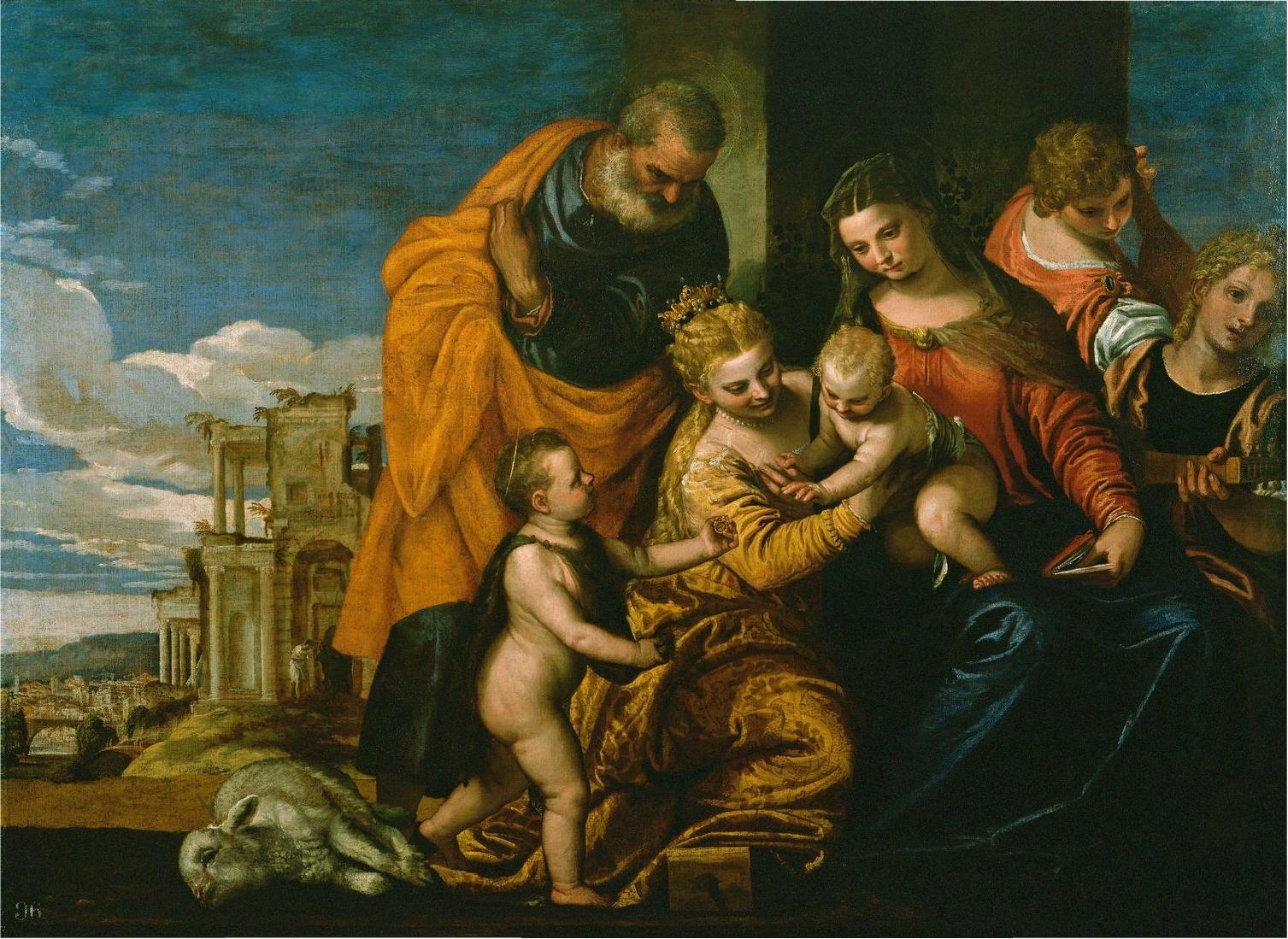
П. Веронезе. Мистическое обручение Святой Екатерины Александрийской. Между 1562 и 1569. Дерево, масло. Королевская коллекция, Великобритания (часть Голландского дара)